# Salix nuristanica
Salix nuristanica är en videväxtart som beskrevs av A. Skvorts.. Salix nuristanica ingår i släktet viden, och familjen videväxter. Inga underarter finns listade i Catalogue of Life.